# Cestrum schlechtendalii
Cestrum schlechtendalii là loài thực vật có hoa trong họ Cà. Loài này được G.Don mô tả khoa học đầu tiên năm 1837.